# فاكوندو عيسى
فاكوندو عيسى (بالإسبانية: Facundo Isa) هو لاعب اتحاد الرغبي أرجنتيني، ولد في 21 سبتمبر 1993 في سانتياغو ديل استيرو في الأرجنتين.

## وصلات خارجية
- فاكوندو عيسى عل موقع إسبنسكروم (الإنجليزية)
- فاكوندو عيسى على موقع ItsRugby.co.uk (الإنجليزية)